# Andreas Dall
Andreas Dall (20. januar 1882 i Jels – 15. oktober 1975 i Aabenraa) var en Tysk/dansk arkitekt født i Jels i det daværende Slesvig, der på det tidspunkt var tysk. Han mistede som toårig sine forældre, der døde af tuberkulose. Han blev uddannet som tømrer og fik senere sin arkitektuddannelse på akademiet i Darmstadt i Tyskland. Under første verdenskrig var han tilknyttet Jernbanetropperne på Østfronten. Hjemvendt herfra etablerede han sig som arkitekt i Flensborg. Han stod for opførelsen af Duborg-Skolen i Flensborg, Ansgarskolen i Slesvig og Uffeskolen i Tønning.
Andreas Dall var den første formand for Dansk Skoleforening for Sydslesvig.
Efter Hitlers magtovertagelse i 1933 var det sværere at få arbejde som dansksindet. Men gennem en gammel bekendt i Kiel fik han tilbudt arbejde med at restaurere gamle kirker.
Han søgte og blev dansk statsborger i 1937, men boede stadig i Flensborg. Da 2. verdenskrig brød ud i 1939, bosatte han sig i Århus, hvor han blandt andet har tegnet rækkehusbebyggelsen Præstehaven.